# TT5
A TT5 egy ókori egyiptomi, ramesszida kori sír, amely Noferabet, az Igazság helyének szolgálója számára készült a Nílus nyugati partján, Dejr el-Medinában az ókori munkások falujában. A sírban a neve többször Neferabuként is szerepel. Említik a sírban apját, Noferronpetet és anyját, Mahit is. Felesége Taiszet, fiai Nezemger és Noferronpet.